# Pseudanapaea transvestita
Espèce
Pseudanapaea transvestita est une espèce de lépidoptères (papillons) de la famille des Limacodidae.

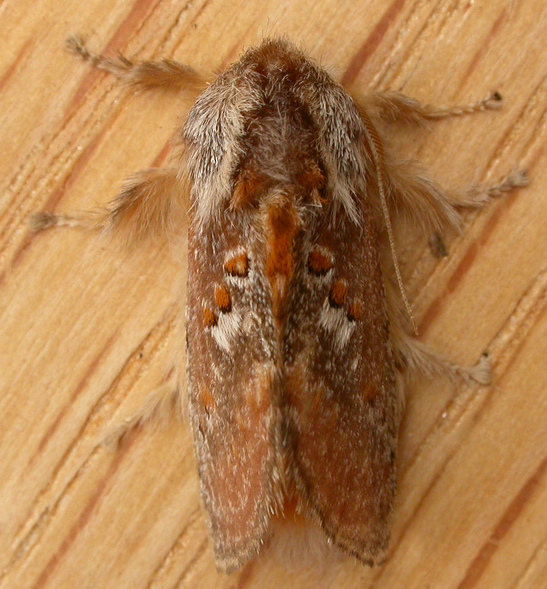
Imago en vue de dessus.

On la trouve en Australie.
Un synonyme est Anapaea trigona.